# Scheloribates longus
Scheloribates longus är en kvalsterart som beskrevs av Kulijev 1968. Scheloribates longus ingår i släktet Scheloribates och familjen Scheloribatidae. Inga underarter finns listade i Catalogue of Life.